# 越川
株式会社越川（こしかわ）は、かつて長野県にあった企業である。JRの特急列車を中心に車内販売を行なっていた。
ここでは、1999年に日本レストランエンタプライズ (NRE)と共同出資で設立した「エヌアールイー越川」についても記述する。

## 概要
創業時の越川は、信越本線を走る特急「あさま」を中心として車内販売を行なっていた。本社は長野県長野市にあり、上野支店、長野営業所、松本営業所を中心に、信越線特急「あさま」中央線特急「あずさ」常磐線特急「ひたち」を日本食堂（NREの旧称、1995年までの委託元は東日本キヨスク）の委託業者として営業をおこなっていた。
北陸新幹線（高崎 - 長野）先行開業までは、「ひたち」「あさま」「あずさ」を担当していたが、同新幹線開業に伴う同列車の廃止に伴い、長野営業所は閉鎖された。なお、同新幹線の車内販売は日本食堂が営業を行うこととされたため、越川の販売員は日本食堂の長野営業支店へ移籍するか、中央本線の特急「あずさ」および常磐線の特急「ひたち」での車内販売業務に従事するかの選択を迫られた。
その後、JR東日本における車内販売営業の一元化の一環として、NREと共同出資（出資比率はNRE51%、越川49%）による新会社「エヌアールイー越川」を設立するとともに、本社を東京都台東区上野へ移転した。NREの子会社化後もジェイアール東日本商事とともに常磐線特急での車内販売を行なっていたが、2006年にNREへ吸収され消滅した。

## 歴史
長野県にある信越本線の篠ノ井駅で飲料の自動販売機を管理していた丸越商店が前身。1980年代の信越本線の特急列車では、鉄道弘済会が車内販売を行なっていたが、当時盛況であったことから丸越商店社長が車内販売に参入できないかと考え、鉄道弘済会の委託業者として、車内販売に参入した。当時鉄道弘済会が乗っていなかった、早朝の特急あさま号や、急行信州号を中心に車内販売を行った。

### 沿革
- 1982年 - 長野県でキヨスクと取引をおこなっていた越川が車内販売に参入する。
- 1994年10月 - JR東日本の車内販売一元化の施策にともない「あさま」「あずさ」での車内販売業務について、東日本キヨスク（前身は鉄道弘済会、現 JR東日本リテールネット。）との委託契約を解除し、日本食堂と委託契約を締結する。
- 1995年4月 - 「ひたち」での車内販売業務について、東日本キヨスクとの委託契約を解除し、日本食堂と委託契約を締結する。
- 1997年 - 北陸新幹線開業に伴い長野営業所を閉鎖する。「あさま」の営業権を日本食堂に譲渡。
- 1999年 - エヌアールイー越川が誕生し、NREのグループ会社となる。
- 2003年 - 常磐線の車内販売からジェイアール東日本商事が撤退し、全ての常磐線特急の車内販売を受け持ち、水戸といわきにあった営業所を引き継ぐ。中央線の車内販売から撤退し、同線の車内販売についてはNREが承継する。
- 2006年 - エヌアールイー越川とNREが合併する。後者が存続企業となり、エヌアールイー越川は企業消滅する。
- 2015年 - 水戸列車営業支店(勝田駅1・2番線ホームに隣接)閉鎖(「ときわ」の車内販売不実施に伴う)。

## 社長
越川の社長であった越川弘志は、かつてグループ・サウンズ「ザ・カーナビーツ」のリーダーであった。実家が飲食店を経営していたことから、様々な事業を行っていた。しかし1998年に松本駅駅ビルの「MIDORI」横で東日本キヨスクの委託であったお好み焼き店の経営に失敗し、その後は会社経営から身をひいた。1998年以降は会長であった越川洋冶が2006年のNREとの合併まで社長となっていた。